# 씹기

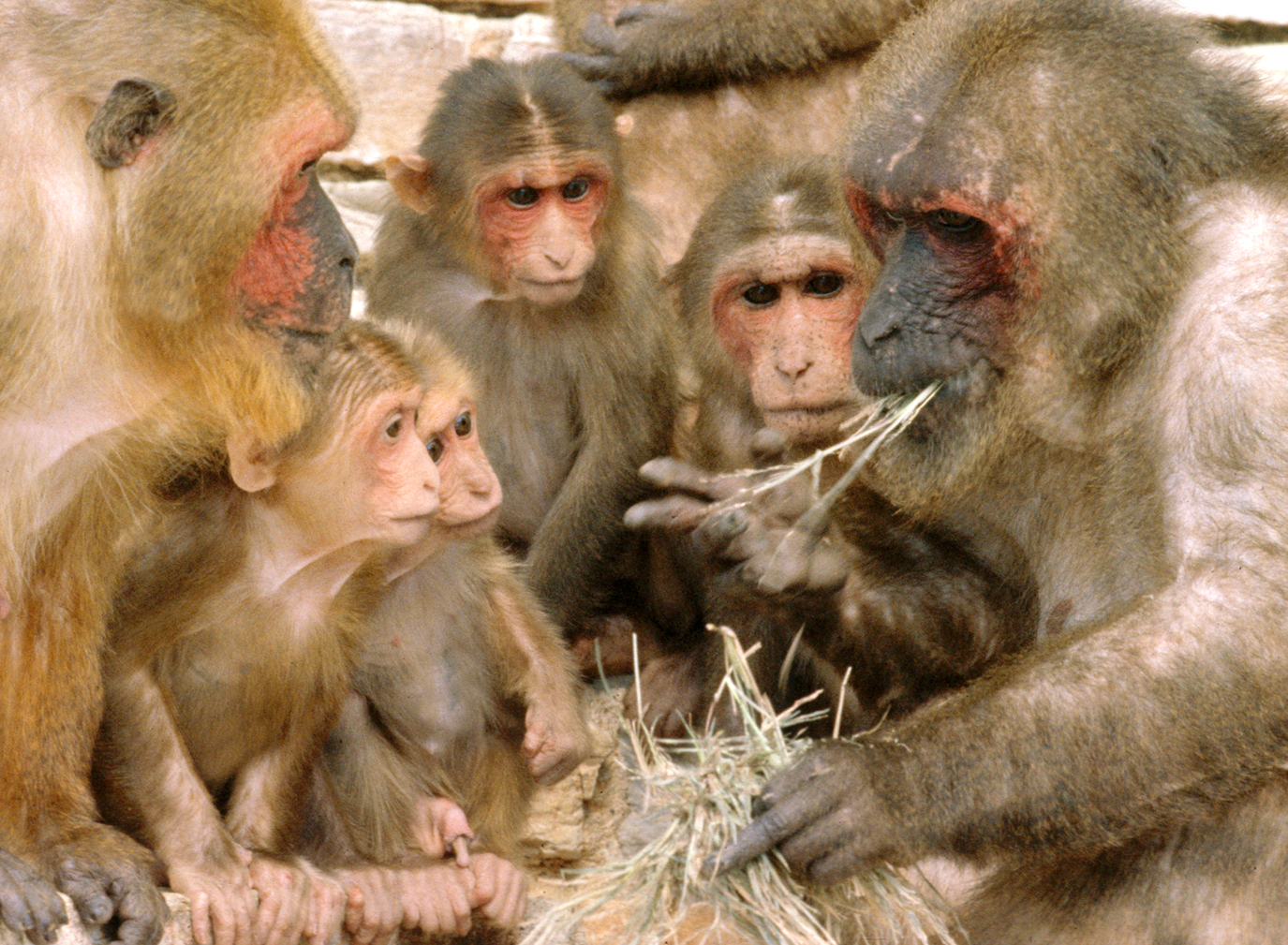

씹기(영어: chewing 또는 mastication) 또는 저작(咀嚼)은 입 안의 이로 음식을 갈고 뭉개는 과정이다. 소화의 첫 단계이며 음식의 표면 영역을 늘려서 효과적으로 음식을 잘게 부술 수 있게 한다. 씹는 동안 음식은 뺨과 혀에 의해 씹히기 위해 이 사이에 위치한다. 계속 씹을수록 음식은 더 연해지고 따뜻해지고, 음식 속의 탄수화물이 부서지기 시작한다. 씹은 뒤에, 음식은 삼켜진다. 음식물이 배 속으로 들어가면 다음 과정의 소화가 일어난다. 소와 같은 짐승들은 한 번 이상 음식을 씹어서 영양분을 빼내는데, 이러한 과정을 되새김질이라고 한다.

## 저작운동
이의 기능을 일으키는 동력원은 저작근에 의한 상하 악골(顎骨) 운동이다. 아래위 이를 맞대는 힘은 교근(咬筋)·측두근·내측 익돌근의 수축에 의해 얻어지며, 입을 벌리는 운동은 구강저 근육이나 설골하근 및 외측 익돌근 등에 의해 행해진다. 교근과 내측 익돌근은 바깥쪽과 안쪽에서 하악골을 끌어올리듯이 하여 상악골에 압착시키는 작용을 하기 때문에 구치가 발달한 초식 동물에서 강대하다. 측두근은 하악골을 끌어올림과 동시에 뒤쪽으로 당기는 작용을 하는데, 이는 견치가 발달한 육식 동물에서 강대하다. 인간은 이 세 가지 근육 모두 잘 발달해 있다고 할 수 있다.
입을 벌릴 때의 턱관절의 움직임은 매우 독특하다. 입을 천천히 벌리기 시작하면 하악골의 관절두(關節頭)는 관절 원판과 함께 측두골의 관절와에서 앞쪽으로 미끄러져 나온다. 그리고 어떤 위치까지 오면 정지하여 그 이상 입을 크게 벌리려 하면 하악골은 그 점을 중심으로 회전 운동을 한다. 입을 다물 때는 이와는 반대 순서로 진행한다.

## 다른 의미
1. 사전적인 다른 뜻으로는 남을 나쁘게 말할 때 "씹다"라는 표현을 쓴다.
2. 은유적으로 다른 사람의 말을 무시한다는 뜻을 지닌다. 이를테면, "사람의 말을 씹다"는 사람의 말을 무시한다는 뜻이다.
3. 또 다른 뜻으로는, 옷이 살갗의 굽은 부분 때문에 안으로 들어가서 구겨짐을 뜻한다. 이를테면, "뒤에 바지가 씹히다"는 바지가 엉덩이에 낀 것을 뜻한다.
4. 경상도 사람들이 음식의 쓴 맛을 느낀 후 "쓰다"라는 표현 대신 "씹다"라는 표현을 쓰기도 한다.

## 같이 보기
- 먹기
- 소화